# Tân An, Đồng Nai
Tân An là một xã thuộc tỉnh Đồng Nai, Việt Nam.

## Địa lý
Xã Tân An nằm phía Nam và cách Trung tâm huyện Vĩnh Cửu khoảng hơn 22 km, cách Thành phố Biên Hoà khoảng 25 km, có vị trí địa lý:
- Phía đông giáp xã Vĩnh Tân
- Phía nam và đông nam giáp xã Bắc Sơn và xã Hố Nai 3, huyện Trảng Bom
- Phía tây nam giáp xã Thiện Tân
- Phía tây và tây bắc giáp xã Thường Tân và Lạc An, huyện Bắc Tân Uyên, tỉnh Bình Dương
- Phía bắc giáp xã Trị An.

Xã Tân An có diện tích 53,18 km², dân số năm 1999 là 7.357 người, mật độ dân số đạt 138 người/km².

### Địa hình
Tân An có địa hình bán trung du được xếp vào dạng đồng bằng có đồi thấp.

### Khí hậu
Khu vực xã Tân An là vùng khí hậu nhiệt đới gió mùa cận xích đạo, có hai mùa rõ rệt.

## Hành chính
Xã Tân An được chia thành 7 ấp: 1, 2, 3, Bình Chánh, Bình Trung, Cây Xoài, Thái An.

## Lịch sử
Ngày 12 tháng 2 năm 1987, sáp nhập hai xã Tân Định và xã Đại An thành một xã lấy tên là xã Tân An.

## Du lịch
- Khu Ông Bình
- Ông Tạ
- Tân Định
- Đại An.